# General Electric J33

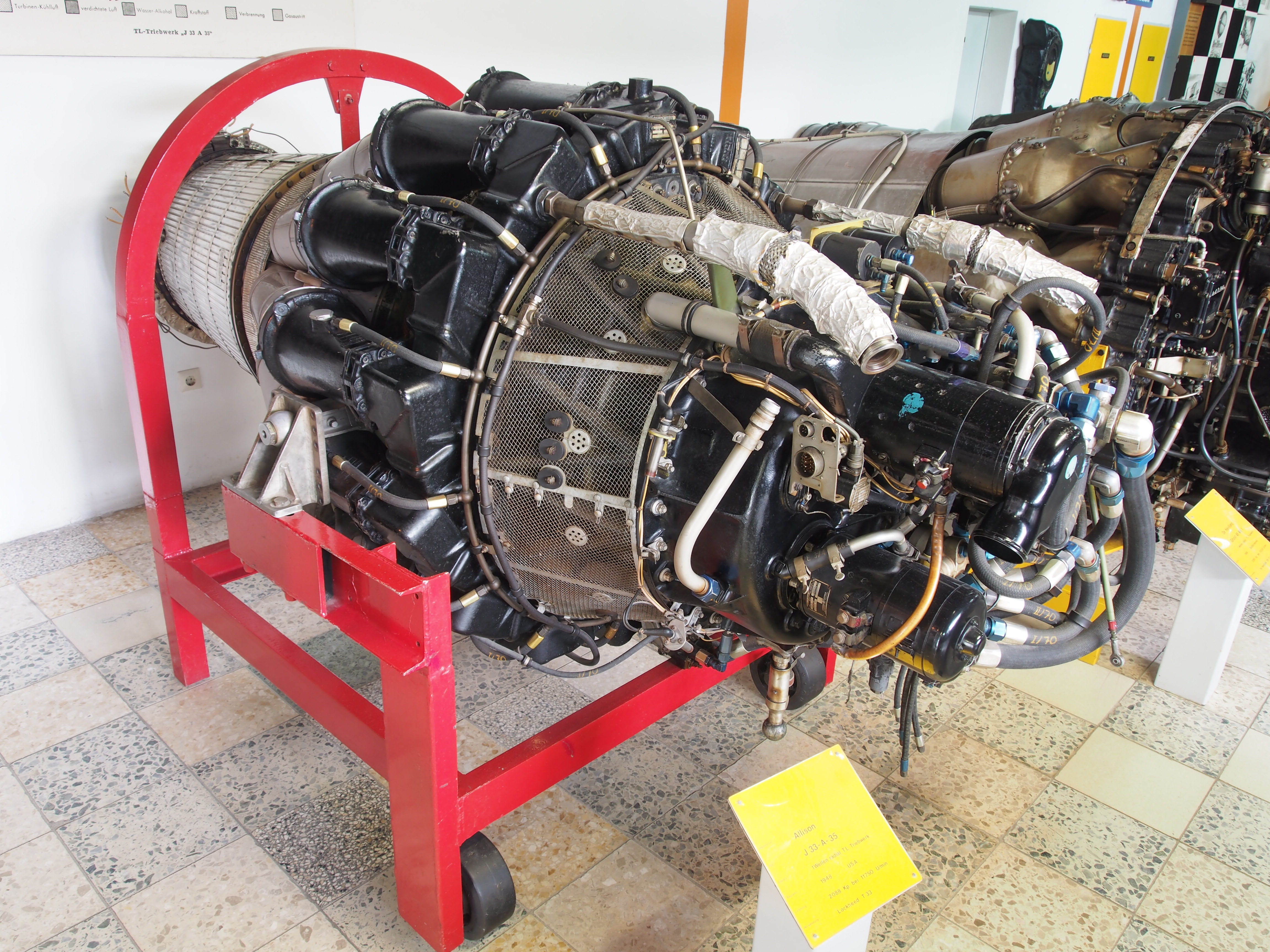
J33-A-35

Das General Electric J33 (auch General Electric I-40 und Allison J33) war ein Turbojet-Triebwerk auf Basis des General Electric J31. Im Gegensatz zu diesem wurde die Anströmung der Turbine jedoch dadurch vereinfacht, dass die Brennkammern gerade verliefen. In seiner Ausführung entspricht es dem de Havilland Goblin.

## Geschichte

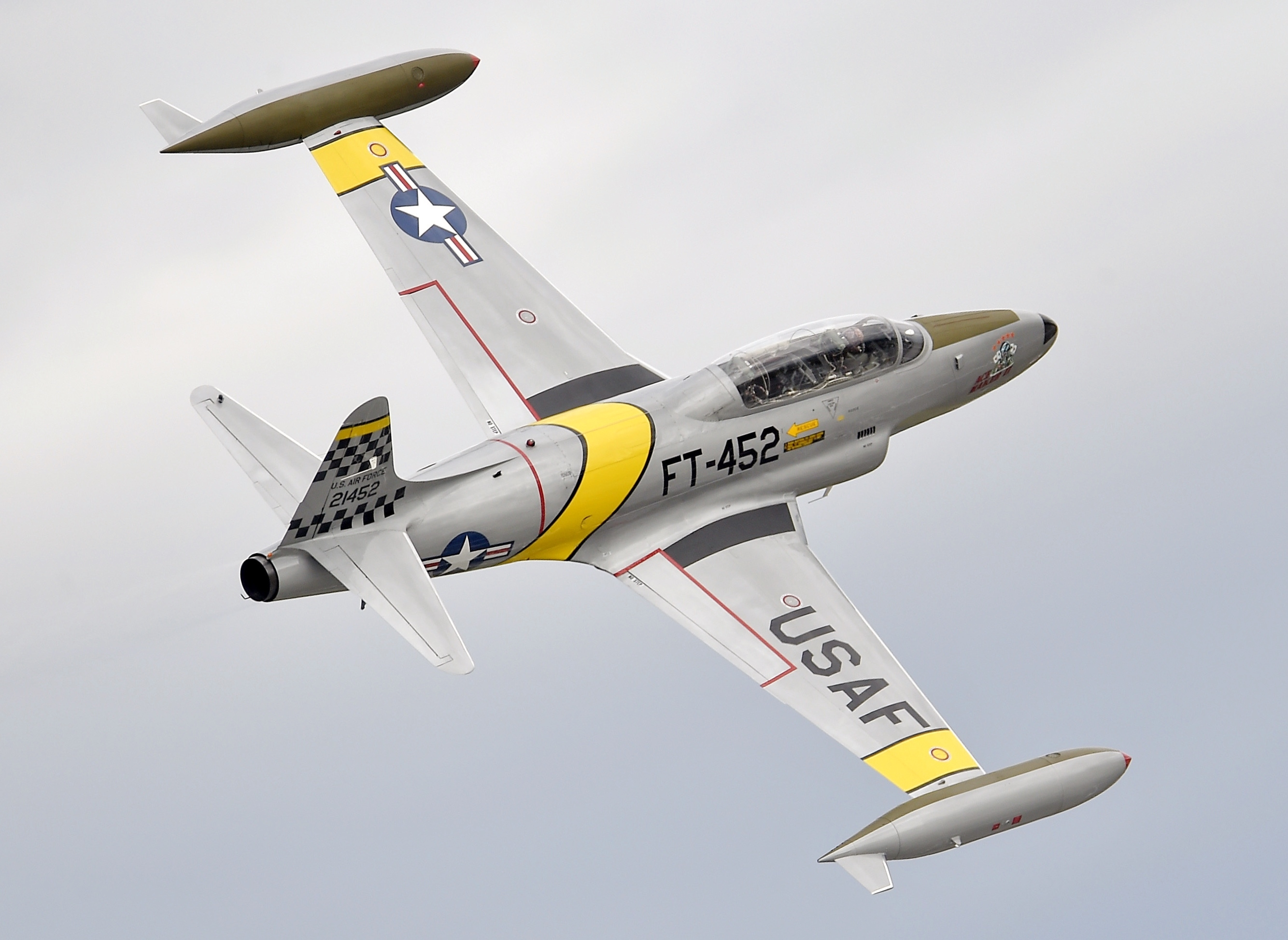
T-33 2016 in Alaska

### Entwicklung
Der erste Testlauf des Triebwerks, das zunächst den Namen General Electric I-40 trug, fand am 13. Januar 1944 statt. Die Entwicklung aus dem General Electric I-16 leitete der Ingenieur Reginald G. Standerwick, der seit über 30 Jahren für General Electric arbeitete.
Am 16. Juni 1944 flog der zweite Prototyp der Lockheed P-80 Shooting Star, die XP-80A, erstmals mit dem I-40 als Antrieb. Das Triebwerk war zu dieser Zeit noch sehr unzuverlässig – der Testpilot Milo Burcham starb am 20. Oktober 1944 bei einem Absturz seiner XP-80A bei Burbank infolge von Problemen mit der Treibstoffpumpe. Der Testpilot Tony LeVier wurde am 20. März 1945 bei der Landung mit dem Rettungsfallschirm schwer verletzt, nachdem der Rumpf seiner XP-80A durch abgerissene Turbinenschaufeln zerstört wurde. Der populäre Jagdflieger Major Richard Bong starb am 6. August 1945 bei Burbank nach dem Absturz mit einer P-80; ebenfalls nach Problemen mit der Treibstoffpumpe.
General Electric vergab die Serienfertigung im November 1945 an Allison, so dass das Triebwerk auch unter dem Namen Allison J33 bekannt ist.
Das J33 blieb das einzige Triebwerk mit Radialverdichter aus US-amerikanischer Entwicklung. Andere Radialtriebwerke, die in US-amerikanischen Flugzeugen eingesetzt wurden, waren Lizenzbauten britischer Entwicklungen, wie z. B. das Pratt & Whitney J42 und Pratt & Whitney J48, die jeweils von Rolls-Royce stammten.

### Einsatz
Das General Electric J33 war das erste Turbojet-Triebwerk, das für den US-amerikanischen Flugzeugbau in großen Stückzahlen zur Verfügung stand und das auch den ersten in großen Serien gefertigten Düsenjäger der USA – die Lockheed P-80 – antrieb.
Der Pilot Col. W. H. Councill flog am 26. Januar 1946 eine P-80 mit diesem Triebwerk und zwei auf jeweils 300 gal. (1360 Liter) vergrößerten Tip-Tanks ohne nachzutanken vom Long Beach Airport in Los Angeles zum LaGuardia Airport in New York City. Mit einer Flugdauer von 4 Stunden, 13 Minuten, 26 Sekunden und einer Durchschnittsgeschwindigkeit von 584,82 mph (941 km/h) erreichte er einen neuen transkontinentalen Rekord, der erst 1949 von einer Boeing B-47 Stratojet gebrochen werden konnte. Zwei weitere P-80 starteten annähernd zeitgleich mit normalen Tip-Tanks, führten jeweils eine Zwischenlandung zum schnellen Nachtanken auf dem damaligen Topeka Army Airfield (US-Bundesstaat Kansas) aus und erreichten kurz nach dem Non-Stop-Flugzeug – 10 und 21 Minuten später – den LaGuardia Airport. Damit hatten alle drei die bisherige Rekordzeit unterboten.

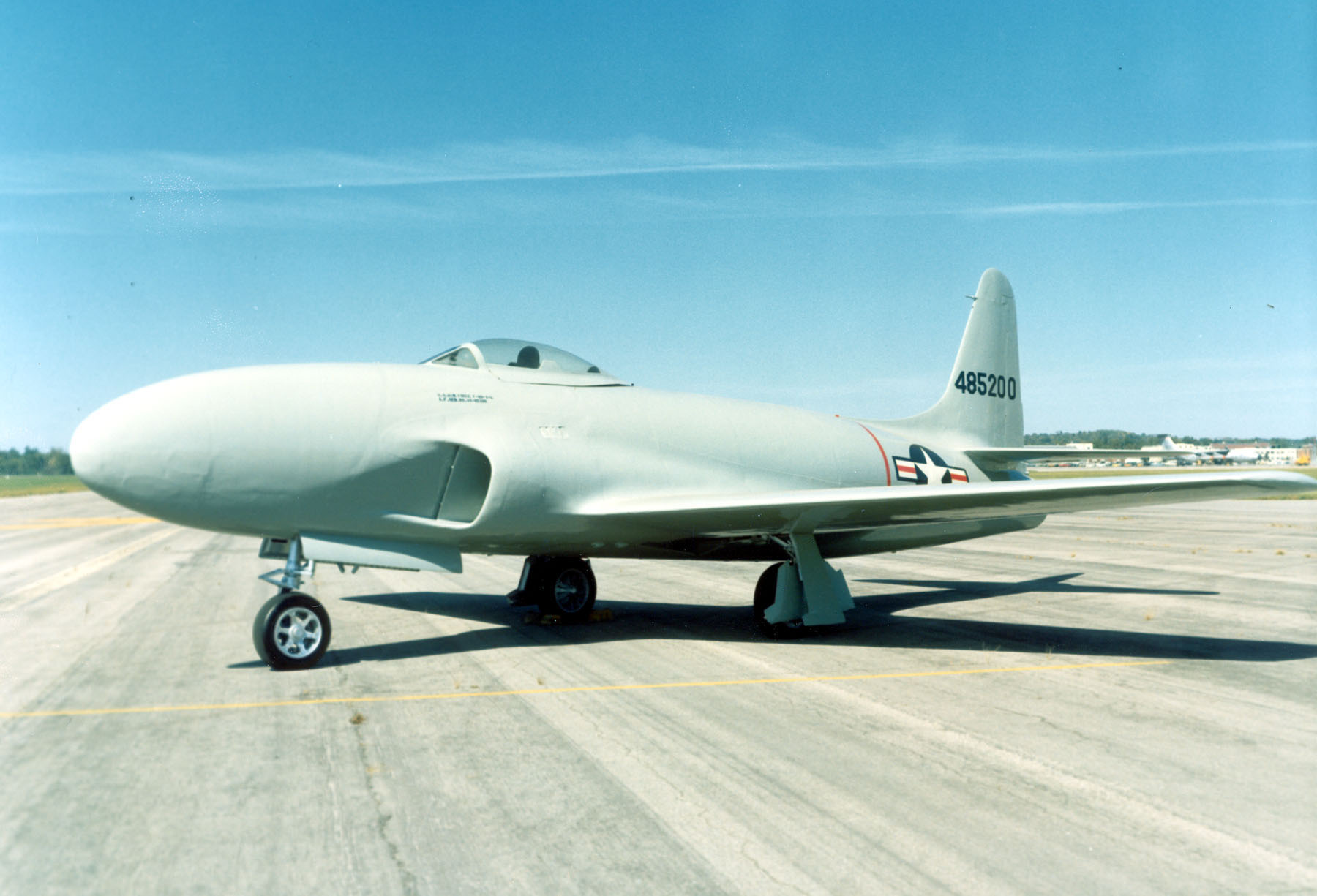
P-80R

Am 19. Juni 1947 erreichte ein aerodynamisch verbessertes Einzelstück der P-80, die P-80R über dem Muroc Army Air Field (heute Edwards Air Force Base) in Kalifornien einen offiziellen Geschwindigkeitsweltrekord mit 1003,60 km/h (623,753 mph). Das modifizierte Triebwerk Allison J33-A-21 erreichte mit vergrößerten Lufteinlässen, mit Kühlung der Ansaugluft und mit Nachbrenner 22,6 kN (5079 lb) Schub und ermöglichte dem Piloten Col. Albert Boyd, den Rekord nach 24 Jahren wieder in die USA zurückzuholen. Dabei verbrauchte die P-80R nur für die Kühlung der Ansaugluft innerhalb von 15 Minuten den kompletten Tankinhalt von 300 gal. (1360 Liter) des dafür mitgeführten Gemisches aus 40 % Methanol und 60 % Wasser – mehr als das gleichzeitig als Treibstoff verbrauchte Kerosin.
Im Jet-Trainer Lockheed T-33 blieb das Triebwerk bis nach 2010 im regulären Einsatz und wird weiter als Oldtimer-Flugzeug betrieben.

### Produktion und Wartung
Die Triebwerke wurden ausschließlich militärisch eingesetzt. Die Konstruktion und Materialauswahl wurde während der Bauzeit bei Allison immer weiter verbessert; so zum Beispiel von der Version J-33-9 bis zur Version J-33-21 in über 30 Punkten. Die anfangs extrem kurze TBO – 1945 bei unter 20 Betriebsstunden – konnte dadurch bis 1950 auf 500 Stunden erhöht werden.

## Technik

### Konstruktion
Es handelt sich um ein Einwellentriebwerk mit einem einstufigen Radialverdichter. Die Verbrennungsluft wurde durch 14 einzelne Brennkammern zur einstufigen Axialturbine geführt.
In der Lockheed F-94 wurde das Triebwerk mit einem Nachbrenner ausgerüstet und leistete so bis zu 26,7 kN Schub.
Die Treibstoffpumpe, der Generator – der auch gleichzeitig als Anlasser diente – und die Hydraulikpumpe waren vor dem Triebwerk angeordnet.

### Betrieb
Das Triebwerk stellte die Piloten, die den Umgang mit hochentwickelten und optimierten Kolbenmotoren gewohnt waren, vor völlig neue Herausforderungen im Flugbetrieb. Der Anlassvorgang musste genau befolgt und überwacht werden, die Gasannahme war sehr zögerlich, die Startrollstrecken – z. B. bei der P-80 – waren über 1,2 Kilometer lang, der Treibstoffverbrauch war am Boden schon beim Rollen und auch noch in niedrigen Höhen extrem hoch.

„Taxi time should be cut to the absolute minimum. The fuel consumption while taxiing is about the same, in gallons per hour, as the fuel consumption during maximum range cruising at 35,000 feet.“

## Verwendung (Auswahl)

### Experimentalflugzeuge und Prototypen

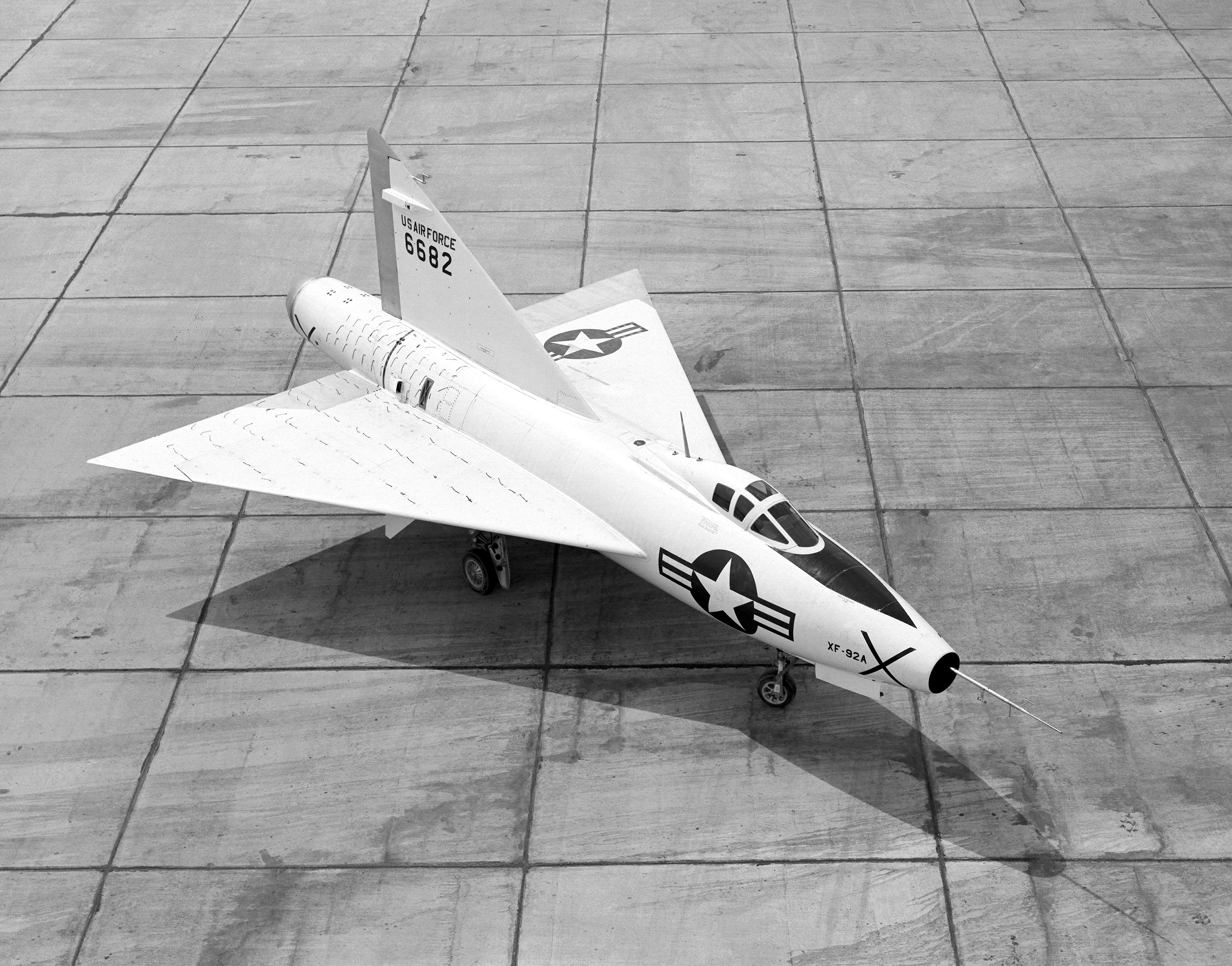
Convair XF-92

- Convair XP-81: Zwei Prototypen, ein General Electric J33-GE-5 und eine Propellerturbine General Electric T31, Erstflug am  11. Februar 1945.
- Bell XP-83: Zwei Prototypen, zwei General Electric J33-GE-5, Erstflug am 25. Februar 1945.
- Convair XF-92: Ein Prototyp, ein Allison J33-A-23, Erstflug am 18. September 1948.

### Serienflugzeuge

#### Flugzeuge mit reinem Jetantrieb
- Lockheed P-80 Shooting Star: 1715 Flugzeuge.
- Lockheed T-33 T-Bird: über 6500 Flugzeuge.
- Lockheed F-94 Starfire: 466 Flugzeuge (nicht F-94 C).

#### Flugzeuge mit Mischantrieb
- North American AJ Savage: 143 Flugzeuge. Zwei Sternmotoren und ein Allison J33-A-10 im Rumpfheck.
- Martin P4M Mercator: 21 Flugzeuge. Zwei Sternmotoren Pratt & Whitney R-4360-20A mit je 3.250 PS (ca. 2.390 kW) und zwei Allison J33-A-23 mit je 20,5 kN Schub. Ein Kolbentriebwerk und ein Turbojet waren jeweils in einer gemeinsamen Triebwerksgondel untergebracht.

### Marschflugkörper
- MGM-1 Matador: über 1200 Einheiten.
- MGM-13 Mace
- SSM-N-8A Regulus

## Einzelnachweise

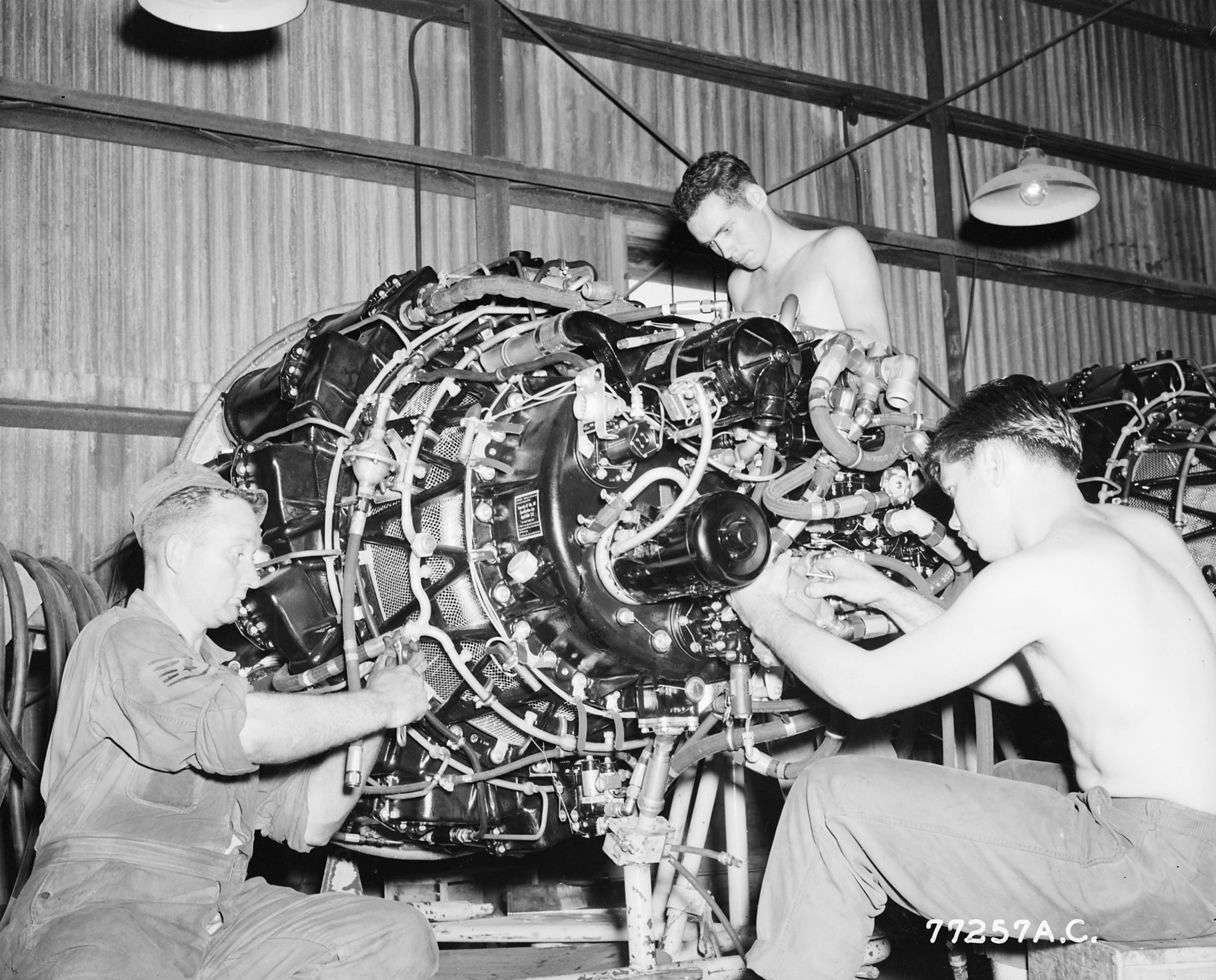
Wartungsarbeiten an einem J33 in Korea 1950

## Technische Daten

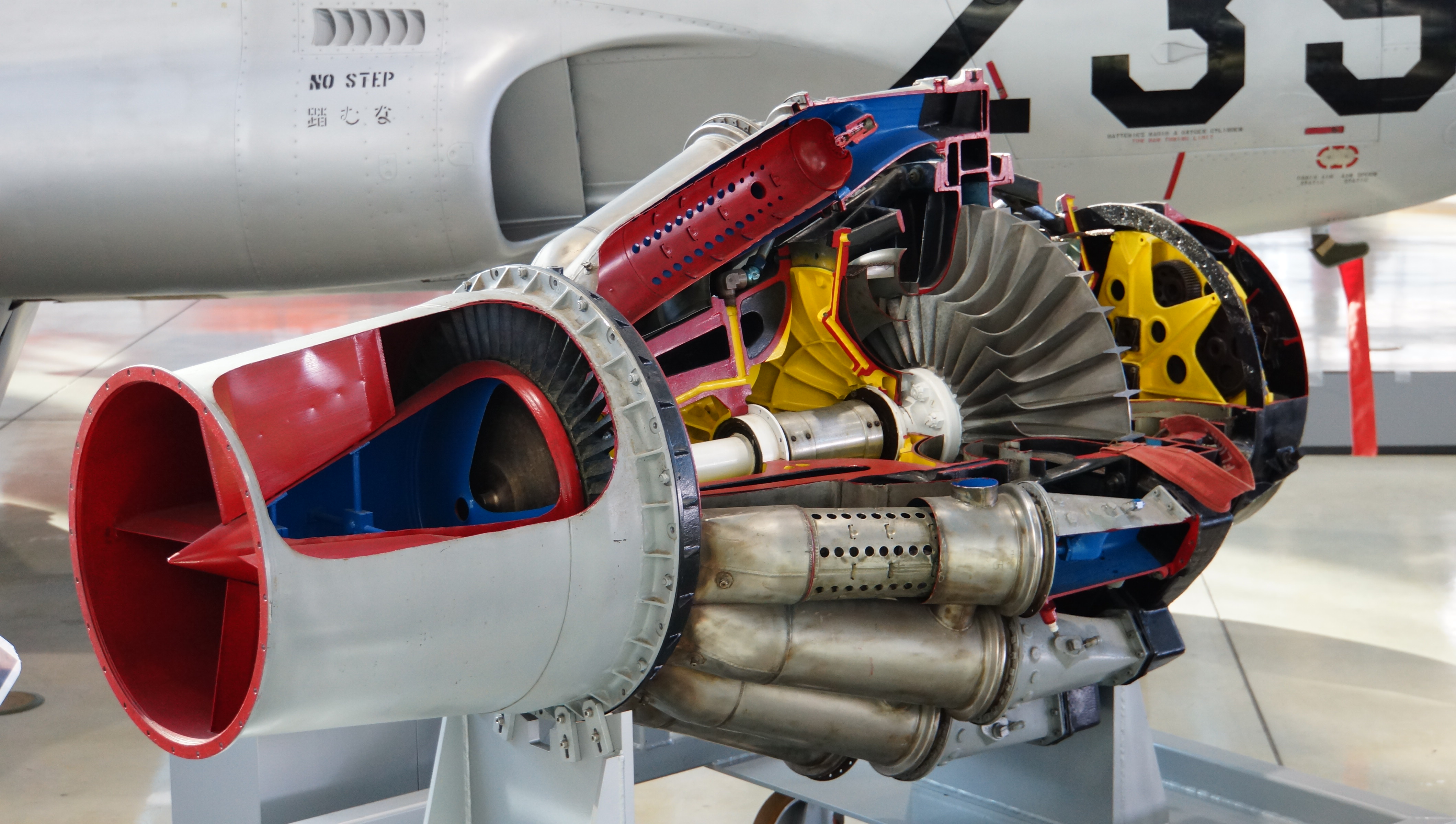
Schnittmodell J33-A-15

| Kenngrößen             | Daten des J33-A-23 (1949) | Daten des J33-A-33 (1951) | Daten des J33-A-35 (1953) |
| ---------------------- | ------------------------- | ------------------------- | ------------------------- |
| Verdichter             | einstufig radial          | einstufig radial          | einstufig radial          |
| Turbine                | einstufig axial           | einstufig axial           | einstufig axial           |
| Gewicht                | 1.775 lb (ca. 810 kg)     | 1.786 lb (ca. 810 kg)     | 1.820 lb (ca. 830 kg)     |
| Schub ohne Nachbrenner | 4.600 lbf (20,5 kN)       | 4.600 lbf (20,5 kN)       | 5.200 lbf (23,1 kN)       |
| max. Drehzahl          | 11.750 min−1              | 11.750 min−1              | 11.750 min−1              |